# 아그니에슈카 그로호프스카
아그니에슈카 그로호프스카(폴란드어: Agnieszka Grochowska, 1979년 12월 31일~)는 폴란드의 배우이다. 2013년 폴란드 영화상 여우주연상 수상자이다.

## 출연 작품
- 마이 원더풀 완다 (2020)
- 틴 스피릿 (2018)
- 포린 바디 (2014)
- 바웬사, 희망의 인간 (2013)
- 쉐임리스 (2012)
- 80 밀리온스 (2011)
- 어둠 속의 빛 (2011)
- 비욘드 더 스텝스 (2010)
- 베네치아 (2010)
- 어퍼도그 (2009)
- 매직 트리 (2009)
- 익스펙팅러브 (2008)
- 하니아 (2007)
- 남쪽으로 가는 길 (2006)
- 우리는 모두 예수다 (2006)
- 니나의 여행 (2005)
- 구타 (2004)